# Raul Tojal
Raul Francisco Tojal OC • ComMAI (Santa Engrácia, Lisboa, 9 de Dezembro de 1899 – São Jorge de Arroios, Lisboa, 8 de maio de 1969) foi um arquiteto português.

## Biografia
Nasceu na freguesia de Santa Engrácia, em Lisboa. Era filho do carpinteiro Joaquim Francisco Tojal Júnior, natural de Loures (freguesia de São Julião do Tojal), e de Catarina da Conceição da Saúde, doméstica, natural de Lisboa (freguesia de Santa Engrácia). Era irmão de Diamantino Tojal, construtor civil, de João Francisco Tojal e Afonso Francisco Tojal, engenheiros, e Berta da Conceição Saúde Tojal de Oliveira e Silva, que deu origem ao nome da Vila Berta.
A 19 de março de 1931, casou civilmente na Vila Berta, em Lisboa, construída pelo seu pai Joaquim Francisco Tojal Júnior, com Esmeralda Soares de Oliveira (Sacramento, Lisboa, c. 1910), doméstica, filha do comerciante Emílio Gomes de Oliveira e de Mariana Lima Soares de Oliveira, doméstica, ambos naturais de Lisboa (ele da freguesia de São José e ela da freguesia do Sacramento). Foi padrinho de casamento o seu irmão, o construtor civil Diamantino Tojal. A 13 de agosto de 1963, dois casaram catolicamente na Igreja de São Vicente de Fora, em Lisboa.

### Carreira profissional
Estudou no Colégio Francês e fez o Curso Geral dos Liceus em Lisboa. Em 1917, ingressou na Escola de Belas-Artes de Lisboa, no Curso de arquitetura, que completou em 1926, tendo sido discípulo de Mestre José Luís Monteiro.
Entre as suas obras profissionais, salientam-se as seguintes: as remodelações do Conservatório Nacional de Lisboa, o arranjo e remodelação do Forte de São Julião da Barra, a remodelação de vários estabelecimentos comerciais de Lisboa, o arranjo do Cinema Condes, a Igreja dos Santos Apóstolos, o Dispensário da Caridade, na Alameda D. Afonso Henriques, vários edifícios militares, o Palácio da Cruz Vermelha Portuguesa, além de edifícios de rendimento, moradias, etc, tanto em Lisboa, como noutras localidades. Com o arquiteto Faria da Costa, ganhou o concurso do monumento a D. Afonso Henriques, em Luanda, e obteve o Primeiro Prémio da Construção de Piscinas para a cidade de Lisboa.
A 30 de Julho de 1948 foi feito Oficial da Ordem Militar de Cristo, foi feito Comendador da Ordem de Benemerência da Cruz Vermelha Portuguesa, possuindo, também, um Louvor em Ordem do Exército, pela sua valiosa contribuição na execução dos edifícios militares, e a 5 de Agosto de 1969 foi feito Comendador da Ordem Civil do Mérito Agrícola e Industrial Classe Industrial, a título póstumo.
A 8 de maio de 1969, morreu vítima de adenocarcinoma do estômago na Rua Passos Manuel, n.º 24, 1.º esquerdo, freguesia de S. Jorge de Arroios, em Lisboa. Foi sepultado no Cemitério do Alto de São João.
Era avô materno do arquiteto Frederico Valsassina e do antigo Ministro da Ciência, Tecnologia e Ensino Superior, Manuel Heitor.

### Obras
- Cine-Teatro São Pedro - 1947 (Alcanena, distrito de Santarém) com José de Lima Franco.[9]
- Palladium-Shopping Centre[9] (Avenida da Liberdade - Lisboa) projecto com Norte Júnior e interiores de Raul Tojal.[10]
- Interiores do Café Nicola em Lisboa.[10]
- Hotel Estoril-Sol em Cascais, destruído, em 1965.[11]
- Hotel Algarve na praia da Rocha (Algarve) em 1967[12]